# Schizocystis sipunculi
Schizocystis sipunculi is een soort in de taxonomische indeling van de Myzozoa, een stam van microscopische parasitaire dieren. Het organisme komt uit het geslacht Schizocystis en behoort tot de familie Selenidioididae. Schizocystis sipunculi werd in 1907 ontdekt door Dogiel.